# No habrá más penas ni olvido
No habrá más penas ni olvido es la segunda novela del escritor y periodista argentino Osvaldo Soriano, publicada en 1978. El título proviene de un famoso tango de Carlos Gardel y Alfredo Le Pera, Mi Buenos Aires querido: "Mi Buenos Aires querido/cuando yo te vuelva a ver/no habrá más penas ni olvido".
Esta novela fue llevada al cine por el director Héctor Olivera en el año 1983, en la película No habrá más penas ni olvido.

## Sinopsis
La novela relata la lucha interna en la localidad de Colonia Vela entre peronistas de izquierda y peronistas de derecha. A grandes trazos, es una reflexión sobre este movimiento político durante aquellos turbulentos años.

## Historia
A pesar de su demorada fecha de publicación, esta novela fue escrita en el año 1974 mientras estaba aún en el país, concretamente en la ciudad de Capitán Sarmiento.[cita requerida](en 1976, al comenzar la Última dictadura militar, Soriano se exiliaría en Bélgica).
A causa del nivel crítico que esta obra poseía respecto de los sucesos que acontecían por esa época en Argentina, no hubo editor que quisiera publicarla, y por eso recién en 1978 se da a luz su primera versión, la cual es traducida a varios idiomas, y recién en 1983 es publicada en el país de origen del escritor.